# Tune the Piano and Hand Me a Razor
Tune the Piano and Hand Me a Razor är Blue for Twos sjätte musikalbum. Efter några år av rykten om comeback, med singeln "Derailroaded"  2008, släpptes skivan den 8 februari 2012. Till skillnad mot alla de tidigare albumen är de elektroniska inslagen nästan helt borta. Skivan har dock inte helt olikt äldre kompositioner starka inslag av blues, jazz och ett gotiskt industriellt skimmer. Lipps maskiner har fått stå tillbaka för mestadels riktiga instrument och låtarna har kommit till genom jamsessions. Skivan är inspelad live i studion, enligt Henryk Lipp precis som gamla jazz- och blues-skivor.

## Låtlista[5]
1. Cherokee Dance - (Wadling,Lipp,Berg) - 4.23
2. Lion's Den -- (Wadling,Lipp,Berg) - 3.50
3. Dark Rising -- (Wadling,Lipp,Berg) - 3.19
4. Derailroaded -- (Larry Fisher) - 2.57
5. Riot Without Reason -- (Wadling, Parapanda Theatre Lab) - 1.51
6. Ugly Child -- (Bo Diddley) - 2.27
7. Living For Today -- (Wadling,Lipp,Berg) - 4.01
8. Crawler -- (Wadling,Lipp,Berg) - 5.25
9. I'm Your Witch Doctor -- (John Mayall) - 4.18
10. We Don't Dance -- (Wadling,Lipp,Berg) - 4.39

## Musiker
- Freddie Wadling
- Henryk Lipp
- Christoffer Berg (Trummaskiner, Synt och programmering)
- David Kihlberg (Gitarr)
- Mats Larsson (Trummor på 1,3,4,6,8,10)
- Mårten Magnefors (Trummor på 2,9)
- Bengan Blomgren (Gitarr på 3,9)
- Michael Westman (Gitarr på 2,7)
- Axel Nyström (Bas på 2,6)